# De vijf zintuigen (Wautier)
De vijf zintuigen is een reeks schilderijen van Michaelina Wautier uit 1650. Het gaat om vijf doeken van telkens 69,5 x 61 cm, gesigneerd Michaelina Wautier fecit / 1650. Ze zijn te zien in het Museum of Fine Arts van Boston, dat ze in bruikleen heeft van de eigenaars Eijk en Rose-Marie van Otterloo. 

## Totstandkoming
In de tweede helft van de zestiende eeuw waren de reeksen over de zintuigen populair geworden, als een manier om de menselijke waarneming en kennis te onderzoeken. Het referentiepunt was de versie van Rubens en Brueghel (1617-1618). Dichter bij Wautier stonden de series van Gonzales Coques en David Teniers de Jonge, waarvan mag worden aangenomen dat ze ze kende. Wautiers onnadrukkelijke benadering paste in een evolutie waarbij complexe allegorische voorstellingen plaats maakten voor taferelen uit het dagelijks leven. Innovatief was dat ze kinderen toonde die hun zintuigen lijken te ontdekken. Wautier was de eerste die het thema op die manier aanpakte en het is merkbaar dat ze daarmee een meester als Michiel Sweerts beïnvloedde, die ook zintuigenreeksen met kinderen schilderde na zijn terugkeer in Brussel. 
Wautier schilderde de vijf doeken in haar Brusselse atelier in 1650. Vermoedelijk maakte ze de reeks op bestelling, maar een opdrachtgever is niet bekend. Wanneer de vijf schilderijen in de volgorde van de traditionele hiërarchie worden gehangen, vertonen ze een (losse) symmetrie: Zien is naar links gedraaid en Voelen naar rechts, terwijl het centrale Ruiken frontaal op de toeschouwer is gericht.
|      |  |       |  |        |  |         |  |        |
| Zien |  | Horen |  | Ruiken |  | Proeven |  | Voelen |

## Voorstelling
In de reeks illustreren vijf jongens de zintuigen: zien, horen, ruiken, proeven en voelen. Het zijn vijf verschillende kinderen, van wie er sommige terugkomen op andere schilderijen van Wautier. Wellicht mogen we hieruit afleiden dat ze naar het leven zijn geschilderd, maar evengoed zou het kunnen dat Wautier eerst tronies heeft gemaakt om ze dan voor de reeks te hergebruiken. Al haar kinderen hebben vuile vingernagels.
In Zien bestudeert een jongen met gefronste blik zijn handpalm door een bril zonder poten. Horen toont een iets ouder kind dat blokfluit speelt met vertrouwen. Hij draagt een zwierige baret met pluimen. De blonde jongen in Ruiken houdt zijn neus dicht vanwege een aangebroken rot ei in zijn hand. Hij lijkt het aan te reiken als om de toeschouwer bij zijn waarneming te betrekken. Het roodharige kind op Smaak eet een beboterde boterham. Aan zijn inktpot en pennenhouder is te zien dat het om een schooljongen gaat. Hij lijkt net op te merken dat hij wordt bekeken en betrekt met zijn blik de toeschouwer bij het gebeuren. De afsluiter van de reeks toont een zittende jongen die met een grimas het bloed bekijkt dat uit zijn wijsvinger drupt. Hij is uitgeschoten terwijl hij met zijn mes hout aan het bijsnijden was.

## Provenance
Over de opdrachtgever van de reeks is niets bekend. Ze kan slechts worden getraceerd vanaf 1876, toen ze werd verkocht uit de nalatenschap van M. Boismard door de Galerie Saint-Luc te Brussel. Doorheen de daarna volgende verkopen bleven de vijf schilderijen steeds samen. In 2020 werden ze verworven door de verzamelaars Rose-Marie en Eijk van Otterloo, een Amerikaans echtpaar van Belgisch-Nederlandse afkomst. Pas op dat moment werd de reeks weer zichtbaar voor kunsthistorici. Even voordien had het Rubenshuis een internationale oproep gelanceerd om de reeks op te sporen.

## Voetnoten
1. ↑  Muller e.a. 2022, p. 37
2. ↑  Muller e.a. 2022, p. 84
3. ↑  Muller e.a. 2022, p. 10
4. ↑  Muller e.a. 2022, p. 21
5. ↑  Muller e.a. 2022, p. 90
6. ↑  Muller e.a. 2022, p. 81
7. ↑  Rubenshuis zoekt zes schilderijen van de 17de-eeuwse Michaelina Wautier, persbericht Rubenshuis, 2018